# Jyesthadeva
Jyesthadeva (malaiàlam: ജ്യേഷ്ഠദേവൻ)  (Alathur, c. 1500 - Kerala, c. 1575) va ser un matemàtic indi de l'Escola de Kerala.

## Vida i obra
Poc es coneix de la seva vida. Era de la casta bramà dels Nambudir i havia nascut a la mateixa població que Parameshvara. Va ser deixeble de Damodara (el fill de Parameshvara).
Com tots els demès exponents de l'escola de Kerala, també va ser precursor en avançar alguns elements del càlcul. Però el mès original de la seva obra és que, al contrari que tots els altres matemàtics indis, proporciona demostracions dels teoremes i argumenta les regles del càlcul. Efectivament, en el seu llibre Yuktibhasa, escrit entorn de 1530 en malaialam i traduït més tard al sànscrit), aporta les demostracions dels desenvolupaments en sèrie per a calcular el valor de Pi o dels sinus i cosinus dels angles. Probablement, moltes d'aquestes demostracions devien haver estat fetes pels seus antecessors de l'Escola de Kerala, especialment Madhava de Sangamagrama, però aquests mai les havien fet públiques, sinó que només havien explicat, en vers, l'algorisme per a fer el càlcul, sense dir d'on sortia.
El llibre, té una primera part de matemàtiques i una segona d'astronomia. En aquesta segona part també fa aportacions notables sobre el model planetari, sobre la inclinació de l'òrbita de la Lluna i sobre la distància dels discs solar i llunar.